# Robotique de laboratoire

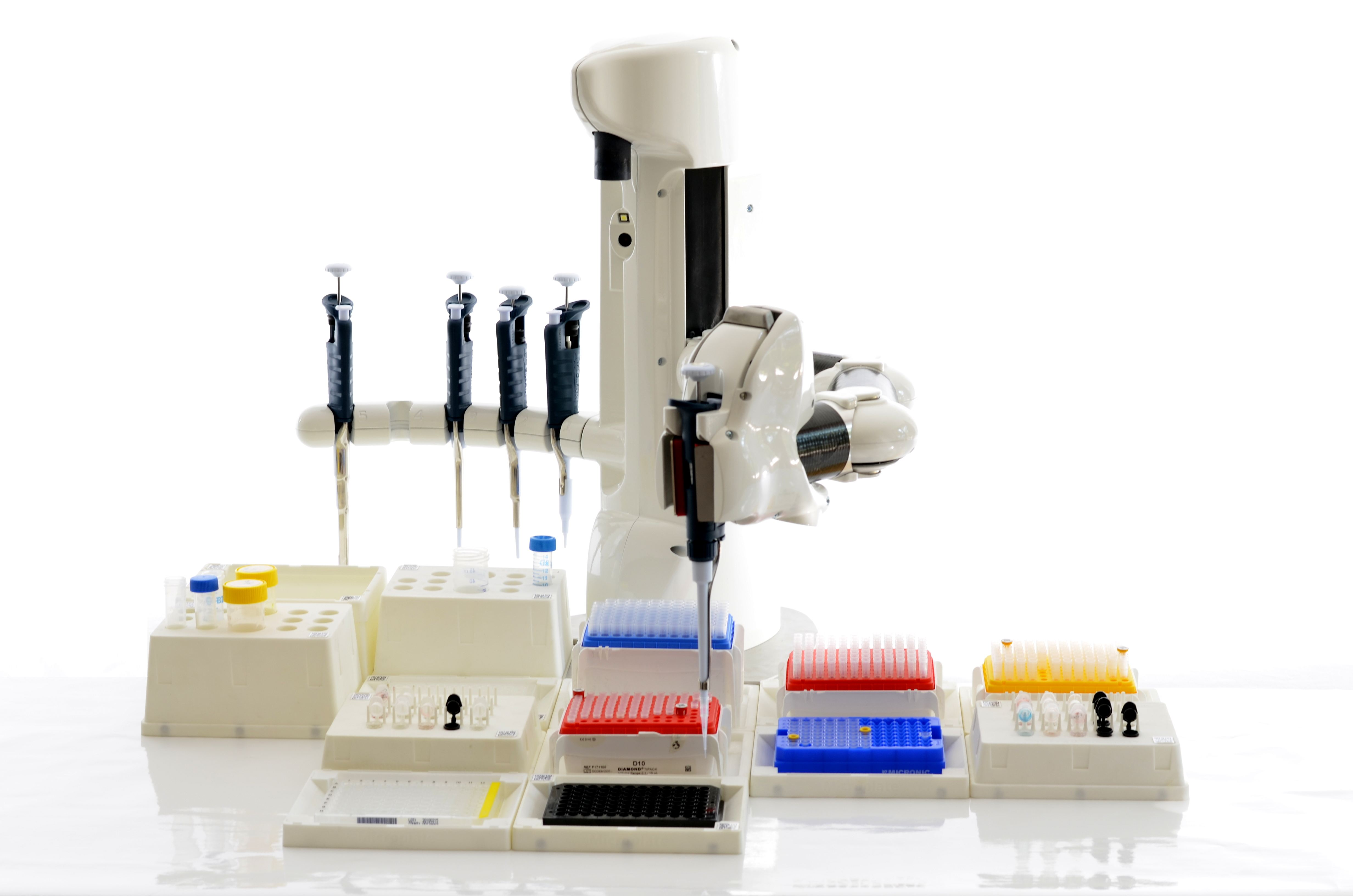
Robot anthropomorphe manipulant des pipettes.

La robotique de laboratoire est l'utilisation de robots dans les laboratoires de biologie ou de chimie.

## Exemples d'applications
Par exemple, les sociétés pharmaceutiques utilisent des robots pour la synthèse de nouvelles entités chimiques ou pharmaceutiques afin de tester la valeur des matières chimiques,.
Les procédés adaptés à la robotique dans les processus d'automatisation sont composés de mouvements répétitifs.

## Avantages
L'utilisation de la robotique de laboratoire permet un traitement plus rapide des demandes en augmentant la répétabilité, la productivité et l'efficacité des opérations.
Elle favorise la mise en place des environnements de travail plus sûr, réduit les pertes de matériaux en raison de processus optimisés variables.
Capable de travailler en continu sans être affectée par les contraintes humaines, elle est capable d'effectuer des travaux dans et autour des environnements difficiles. Elle dispense le personnel d'effectuer des tâches répétitives.

## Inconvénients
Toutefois, beaucoup de techniques de laboratoire n'ont pas encore été mises au point pour l'automatisation robotisée ; celle-ci est notamment difficile à mettre en place dans les cas où l'analyse visuelle et de reconnaissance ou de comparaison est nécessaire.
La robotique de laboratoire augmente la pénurie d'emplois non qualifiés